# 黃葆戉
黄葆戉（1880年6月12日—1968年7月15日），字蔼农，号破钵，又号邻谷，别署青山农，斋名破盋龛、蔗香馆、暧庐、检禁斋、永春堂等。福州长乐青山村人，中国书法家、篆刻家。

## 生平
黄葆戉1880年出生于福建长乐县。其父黄霁亭于清末任闽浙督右参将，后诰封武显将军。黄葆戉幼年羸弱多病，自谓“堕地到成丁，一生出九死”，小名“破钵”，后来又以此为号。八岁时丧父，依靠其母抚养长大。其母为侧室，黄葆戉的斋号「蔗香馆」里的「蔗」字包含「庶」字，就是为了纪念自己庶出的身份。
早年在全闽师范学堂就读。毕业于上海法政学堂后，曾在各地游历参观。辛亥革命后，回到故乡从事教育，任福建省立图书馆馆长，福建甲种商业学校教员、监学等。1922年由闽入沪定居，继黄宾虹、吴待秋后任商务印书馆美术部主任，主持历代书画名作的出版工作，黄任职期间商务印书馆所出书籍的题署多为其所作。又兼任《中华新报》副刊“文苑”主编、上海美专国画系主任、上海大学书画教授等职。20世纪20年代初，黄葆戉还经常与吴昌硕、王一亭、童大年、丁辅之等相聚于海上题襟馆金石书画会，切磋探讨金石书画。1925年，吴昌硕等人赎回文物《汉三老讳字忌日碑》，于杭州西湖西泠印社建石室永久保存。石室两边有黄葆戉的篆书对联“誩传炎汉一片石，永共明湖万斯年”。
中华人民共和国成立后，应上海文史研究馆之聘任其首批馆员。20世纪60年代被邀请参加书法教学电影拍摄。黄葆戉时年85岁，饰演片中的老祖父，训诲孙字习书写字，又亲自示范书法的执笔方式。黄葆戉曾作诗两首以纪念这件事，其一为：“白尽髭须红两颊，衰龄望九众为奇。播音摄影频邀约，惭愧人谀好表仪。”1968年去世。

## 艺术特色
黄葆戉痴迷于书法与篆刻，曾写诗“腰中虽无苏子印，箧中幸有老莱衣”以自娱。
黄葆戉擅长隶书，其自称得法于《戚伯著碑》，又学清代书法家伊秉绶，用笔劲健，结构雄浑。其篆刻一开始从皖、浙两派的篆刻入手，后又学习秦汉文字。他39岁时在自己篆刻的「将军季子」印章的边跋中批评了当时从事篆刻者效仿汉印样式而故意损坏印章的行为：

## 後代
- 兒子黃聿豐（1929—1985年），書法家、教師。[7]
  - 孫子黃一知，罗格斯大学數學系終身教授。[7][8][9]

## 评价
- 吴昌硕：“蔼农先生喜篆，雄浑古穆中能得自然之气，真大手笔也。”
- 郑午昌：“石大不逾指，摩挲剧琼瑶。秦玺汉私印，字字蟠螭蛟。姓名托以传，后有千载遥。谁谓壮夫耻，篆刻如虫雕。吾友破钵龛，旧学斯籀劭。游神与古会，万虑一以抛。众蝉嘒高树，当午腾炎歊。而君东窗坐，砉然为奏刀。蒸汗渥於沐，纵指兴更豪。妙造卅五举，南面无以骄。嗟君性矫洁，好爵弃之逃。一字酬百金，亦复过耳飑。胡乃於鲰生，有如溪投胶。赠我谓我好，何以投木桃。一语尘君听，谅不加訾謷。鄙性本硁硁，愿言订石交。”[1]

## 著作
黄葆戉出版有《青山农篆书百家姓》《青山农分书千字文》《青山农书画集》《暖庐摹印集》等。

## 轶事
黄葆戉晚年因精力消退而很少为人题字，但求书者却很多。为避风头，黄葆戉经常赴吴中灵岩山的寺中居住一段时间，在家门书帖一条：“老农入山去了。”

## 纪念
现存有黄葆戉故居，在今上海市新闸路慈孝邨。